# Федеріко Елдуаєн
Федеріко Мартін Елдуаєн Салданья (ісп. Federico Martín Elduayén Saldaña; нар. 25 липня 1977, Фрай-Бентос, Уругвай) — уругвайський футболіст, що грав на позиції воротаря.
Виступав, зокрема, за клуб «Пеньяроль», а також національну збірну Уругваю.

## Клубна кар'єра
Вихованець футбольної школи клубу «Пеньяроль». Дорослу футбольну кар'єру розпочав 1999 року в основній команді того ж клубу, в якій провів шість сезонів, взявши участь у 95 матчах чемпіонату.
Згодом з 2005 по 2013 рік грав у складі чилійських «Універсідад де Консепсьйон», «О'Хіггінс» та «Уніон Еспаньйола», а також болівійського «Універсітаріо» (Сукре).
Завершив професійну ігрову кар'єру також у Болівії, у клубі «Гвабіра», за команду якого виступав протягом 2013—2015 років.

## Виступи за збірну
2002 року провів один матч у складі національної збірної Уругваю.
У складі збірної був учасником чемпіонату світу 2002 року в Японії та Південній Кореї.